# Explotació sexual de menors
L'explotació sexual infantil o explotació sexual de menors defineix el "paraigua" de delictes i activitats que impliquen infligir abús sexual a un infant per a un benefici econòmic o personal. L'explotació sexual comercial consisteix a forçar un nen a la prostitució, tràfic sexual, matrimoni precoç, turisme sexual infantil i qualsevol altra empresa d'explotació dels nens per a activitats sexuals. Segons l'Oficina de Justícia Juvenil i Prevenció de la Delinqüència dels EUA, la manca de denunciar el crim i "les dificultats associades a identificar i mesurar les víctimes i els autors" ha fet gairebé impossible crear una estimació nacional de la prevalença de l'explotació sexual comercial de nens als Estats Units. Es calcula que hi ha un milió de nens que són explotats per al sexe comercial a tot el món; del milió de nens que són explotats, la majoria són nenes.